# Der Alte
Der Alte (Bătrânul) este un serial un film polițist german transmis de posturile ZDF, SRF și ORF. Serialul apare pentru prima oară în a doua azi paști în anul 1977. Până în episodul 100 rolul comisarului bătrân de poliție este jucat de Erwin Köster (Siegfried Lowitz) care are ajutoare pe Gerd Heymann (Michael Ande) și Martin Brenner (Jan Hendriks). Șeful lor era Hans Millinger (Henning Schlüter). În episodul "Zwei Leben" (ian. 1986) Köster moare împușcat, urmașul comisarului bătân este Leo Kress (Rolf Schimpf) care este ajutat în investigații de Henry Johnson (Charles M. Huber), iar mai târziu ajutorul este înlocuit de Axel Richter (Pierre Sanoussi-Bliss). Cercetarea urmelor lăsate la locul crimei sunt făcute de Werner Riedmann (Markus Böttcher). În episodul 222 (dec. 2007), comisarul Kress este pensionat, iar în locul vine Rolf Herzog (Walter Kreye) care are ca ajutor mai departe pe Michael Ande.

## Distribuție
| Actor                 | Rol                                 | Episod                                          | Perioada       |
| --------------------- | ----------------------------------- | ----------------------------------------------- | -------------- |
| „Der Alte“            |                                     |                                                 |                |
| Siegfried Lowitz      | Kriminalhauptkommissar Erwin Köster | 1–100                                           | 1977–1985      |
| Rolf Schimpf          | Kriminalhauptkommissar Leo Kress    | 101–322/340                                     | 1986–2007/2009 |
| Walter Kreye          | Kriminalhauptkommissar Rolf Herzog  | din episodul 323                                | 2008–          |
| Alte roluri           |                                     |                                                 |                |
| Michael Ande          | Kriminalhauptkommissar Gerd Heymann | din episodul 1 (cu excepția episoadelor 47, 52) | 1977–          |
| Jan Hendriks          | Kriminalkommissar Martin Brenner    | 1–101                                           | 1977–1986      |
| Henning Schlüter      | Kriminalrat Franz Millinger         | 1–78                                            | 1977–1984      |
| Wolfgang Zerlett      | Kriminalhauptmeister Meyer Zwo      | 32–114                                          | 1979–1987      |
| Jan Meyer             | Kriminalhauptmeister Löwinger       | 91, 96, 101, 104 și 111                         | 1985/1986      |
| Charles M. Huber      | Kriminalkommissar Henry Johnson     | 101–225                                         | 1986–1997      |
| Markus Böttcher       | Kriminalkommissar Werner Riedmann   | din episodul 108                                | 1986–          |
| Pierre Sanoussi-Bliss | Kriminalkommissar Axel Richter      | din episodul 226                                | 1997–          |

## Alți actori
- Katharina Müller-Elmau